# Marquesat de Casa Pinzón

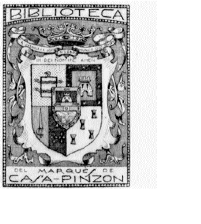
Ex-libris de la biblioteca del marquès de Casa Pinzón i signatura del primer marquès.

El Marquesat de Casa Pinzón és un títol nobiliari pontifici creat el 30 de juny de 1927 pel Papa Pío XI a favor de Rafael del Rio i del Val, Pinzón i Escobar († 7 de juliol de 1953). Va ser advocat i polític monàrquic, tinent alcalde de l'ajuntament de Barcelona -sent Alcalde el Baró de Viver durant l'època de Miguel Primo de Rivera A ell se li deu el pont sobre el riu Ripoll, actual carretera C-17. Va presidir el Cercle de la «Unió Monàrquica Nacional» de Barcelona en 1931. Era gendre de Mariano Carbonell, primer industrial d'oli elaborat a Espanya amb olis vegatales ("Olis Carbonell").
El primer marquès de Casa-Pinzón era descendent directe per part de la seva àvia paterna de Martín Alonso Pinzón, qui va proporcionar les caravel·les i els seus tripulants a Cristóbal Colón per realitzar el viatge del descobriment d'Amèrica en 1492. Per la seva valuosa col·laboració, els Reis Catòlics van atorgar a Pinzón una escut d'armes amb la llegenda «A Castella i a León, nou món va donar Pinzón».
Va ser membre del Consell d'Adminsitració de la Caixa de Barcelona.
Distincions: Cambrer secret de capa i espasa de La seva Santedat; Gentilhome de cambra amb exercici; Gran Creu de l'Ordre del Sant Sepulcre; Cavaller dels Capítols de Castella, Aragó, Catalunya i Balears; Infanzón d'Illescas; Comendador d'Isabel la Catòlica; Comendador amb placa de l'ordre del Crist de Portugal.

## Marquesos de Casa Pinzón
- Rafael del Río i del Val, I marquès de Casa Pinzón

1. Va casar amb Carolina Carbonell i Sánchez-Madueño, filla de l'industrial Mariano Carbonell (Olis Carbonell).

Li va succeir la seva filla:
- Carolina del Río Carbonell, II marquesa de Casa Pinzón

1. Va casar amb Pablo de Figuerola-Ferretti i Pena, IV comte de Figuerola

Li va succeir la seva filla:
- Carolina Figuerola-Ferretti i del Riu, III marquesa de Casa Pinzón, V comtessa de Figuerola[5]